# Kalkon
För husdjuret, se tamkalkon, och för kalkon som beteckning på en film, se kalkonfilm.
Kalkon (Meleagris gallopavo) är en hönsfågel i familjen fasanfåglar som förekommer över stora delar av Nord- och Centralamerika. Det finns även introducerade populationer i bland annat Europa.

## Utseende

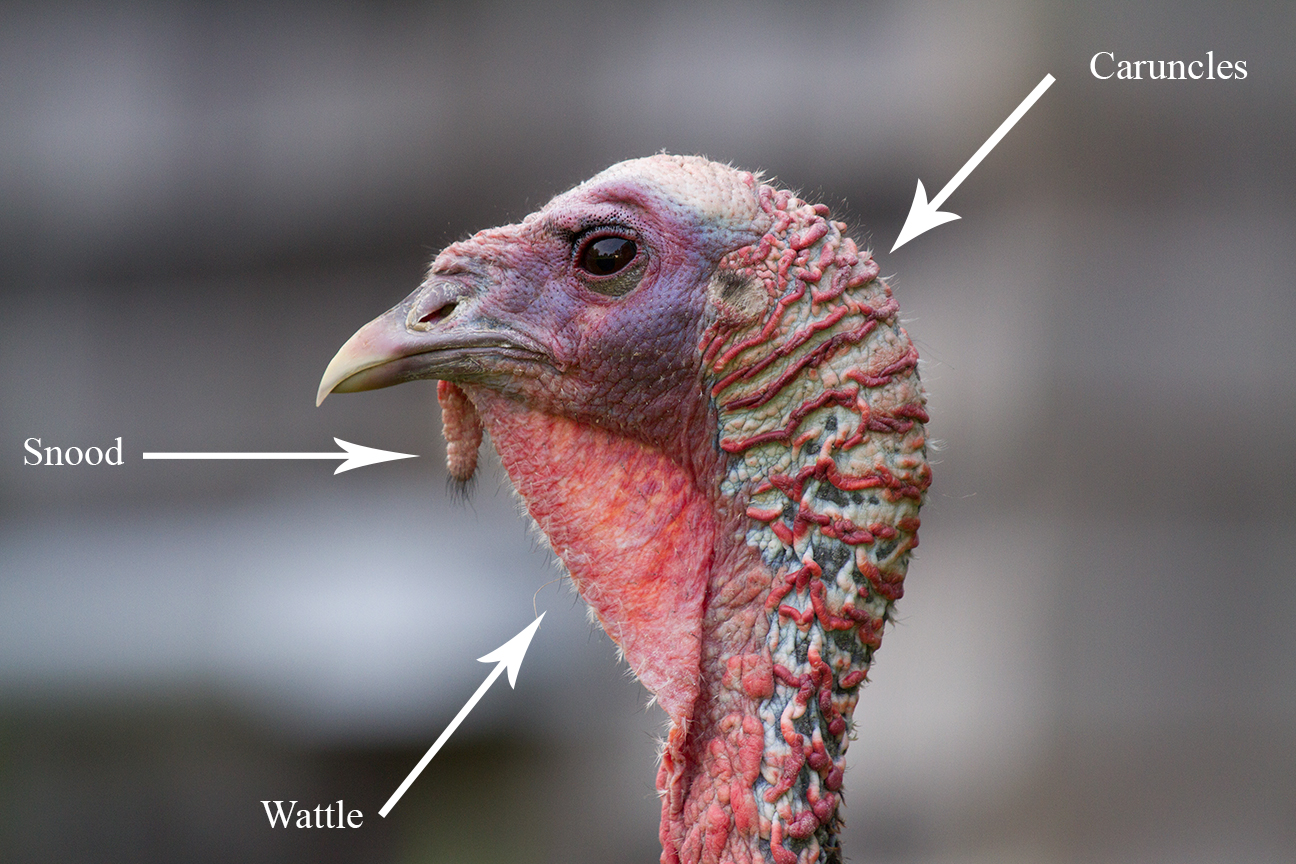
Närbild på tuppens huvud.

Kalkoner tillhör de största och kraftigaste hönsfåglarna. Den är mycket stor, med en tung kropp, tunn hals, litet huvud och långa ben. Tuppen är i snitt 117 cm med ett vingspann på 163 cm, och honan i snitt 94 cm med ett vingspann på 127 cm. Hönorna väger i snitt 4,2 kg och tupparna 7,4.
Det blåaktiga huvudet och en stor del av halsen är fjäderlösa. Fjäderdräkten på kroppen är metallskimrande svart hos adulta hanar, mer brunröd hos honorna, och stjärten är rödbrun med breda mörkare och ljusare band. Hanarna har en stor solfjäderformad stjärt och röda köttiga utväxter på halsen.

## Utbredning och systematik
Kalkonen förekommer från södra Kanada till Mexiko i de östra och sydvästra staterna. Kalkonen är en stannfågel men kan genomföra regionala förflyttningar. Den exakta utbredningen för arten är svår att avgränsa då dess utbredning fluktuerat kraftigt genom historien, bland annat för att de lokalt jagats till utrotning eller inplanterats till nya områden av jaktskäl. Hybrider mellan vilda och tama kalkoner är också ganska vanliga och dessa förekommer längre norrut och västerut än den ursprungliga arten.
Kalkonen delas vanligtvis in i sex underarter med följande utbredning:
- Meleagris gallopavo silvestris – centrala och östra USA
- Meleagris gallopavo osceola – lokalt i Florida
- Meleagris gallopavo intermedia – norra Texas till östcentrala Mexiko
- Meleagris gallopavo merriami  (inklusive onusta) – västra USA
- Meleagris gallopavo mexicana – bergstrakter väster om den mexikanska centrala platån
- Meleagris gallopavo gallopavo – södra Mexiko (Jalisco till Veracruz och söderut till Guerrero)

Ibland urskiljs även underarten onusta med utbredning i nordvästra Mexiko.
Tidigare placerades kalkonen och dess nära släkting arguskalkonen (Meleagris ocellata) länge i en egen familj. Genetiska studier visar dock entydigt att de båda är en del av fasanfåglarna, närmast släkt med skogshöns som tjäder, järpe och orre.

### Introducerade populationer
Kalkoner fördes 1520 till Spanien[källa behövs] och därifrån till andra platser i Europa. Det finns idag introducerade bestånd av kalkon i Tyskland samt även på Nya Zeeland och flera öar i Oceanien. Något förvånande så härstammar tamkalkonerna i Amerika från europeiska tamkalkoner.

## Levnadssätt
Kalkonen lever stora delar av året i mindre flockar men ibland större på uppemot 60 individer. Om dagarna lever den på marken och om natten vilar den i träd. Den föredrar öppna skogsmarker med fält och gläntor, gärna i ek- eller bokskogar. Den förekommer även i torra buskmarker och på gräsmark. Den lever främst på frön, nötter, löv och insekter.
Vid parningstiden i februari eller mars avger hanarna karakteristiska läten och strider ofta med varandra. Honan ruvar ensam och täcker över äggen med löv innan hon lämnar boet.

## Namn
Vid européernas upptäckt av fågeln trodde man fortfarande att Amerika (Västindien) var en del av Indien. Fågeln fick därför namnet "Kalikut-höna", och liknande, efter den indiska hamnstaden Kalikut – dagens Kozhikode. Exempelvis svenskans "kalkon", holländskans "kalkoen" och estniskans "kalkun" härleds alla från namnet som refererar till Kalikut. Även i Indonesien kallas arten "kalkun" vilket härstammar från holländskans "kalkoen". I många andra länder är trivialnamnet istället kopplat till Indien, exempelvis ryskans "indeyka" (индейка), turkiskans "hindi" eller franskans "dinde". Det senare är en kortform av det längre, äldre namnet "coq d’Inde".
Det engelska namnet "turkey" grundar sig också på ett missförstånd. När den amerikanska kalkonen introducerades i Tudortidens England skedde detta ungefär samtidigt med den nordafrikanska hjälmpärlhönas introduktion. Dessa två stora exotiska fåglar kom därmed ofta att blandas samman. Ett tidigt brittiskt namn på hjälmpärlhöna var "turkey-rock" eller "turkey-hen", antingen för att "Turkiet" fungerade som ett allmänt begrepp för något exotiskt, eller för att några av de domesticerade individerna faktiskt hade importerats från östra Medelhavet. Dessa namn användes sedan för båda arterna, men efter ett tag etablerades istället namnet "guineafowl" för hjälmpärlhönan, medan kalkonen fick behålla namnet "turkey".